# Heteroscyphus merapiensis
Heteroscyphus merapiensis là một loài rêu tản trong họ Geocalycaceae. Loài này được (Stephani) Piippo miêu tả khoa học lần đầu tiên năm 1993.